# Zhonglou, Zibo
Zhonglou (kinesiska: 钟楼, 钟楼街道) är ett stadsdelsdistrikt i Kina. Den ligger i staden Zibo i provinsen Shandong, i den östra delen av landet, omkring 86 kilometer öster om provinshuvudstaden Jinan. Antalet invånare är 51 861. Befolkningen består av 27 516 kvinnor och 24 345 män. Barn under 15 år utgör 13,0 %, vuxna 15-64 år 78 %, och äldre över 65 år 7,0 %.
Genomsnittlig årsnederbörd är 769 millimeter. Den regnigaste månaden är juli, med i genomsnitt 284 mm nederbörd, och den torraste är januari, med 7 mm nederbörd.